# اسپرینگفیلد (نبراسکا)
اسپرینگفیلد(به انگلیسی: Springfield) شهری در ایالت نبراسکا کشور ایالات متحده آمریکا است که جمعیت آن در سرشماری سال ۲۰۱۰ میلادی، ۱٬۵۲۹ نفر بوده‌است.